# Rentenierskapitalisme
Rentenierskapitalisme is de economische praktijk van het behalen van grote winsten zonder bij te dragen aan de samenleving. Een rentenier is iemand die inkomsten uit kapitaal verwerft zonder te werken. Dit wordt over het algemeen gedaan met bezittingen die opbrengst genereren zoals huurwoningen, aandelen in dividenduitkerende bedrijven of obligaties die rente betalen.
Moderne economen zijn het erover eens dat de machtsdynamiek in de relatie tussen rentenier en huurder onderdrukkend van aard is, maar kapitalistische theorieën zoals de natuurlijke 'euthanasie van de rentenier', als voorgesteld door John Maynard Keynes, zijn losgelaten in het licht van de toename in winstbelust gedrag in de afgelopen eeuw. Econoom Guy Standing verwacht dat een opstand tegen het rentenierskapitalisme vanuit het precariaat moet komen, aangezien het proletariaat te zeer gehecht zou zijn aan vormen van sociaaldemocratie om een opstand te leiden.

## Huidig gebruik
Het huidige gebruik van de term 'rentenierskapitalisme' beschrijft het verkrijgen van 'rentenier'-inkomsten uit eigendom van of controle over activa die economische opbrengsten genereren in plaats van uit kapitaal of arbeid die worden gebruikt voor productie in een vrije concurrerende markt. De term renteniersstaat wordt voornamelijk niet in de oorspronkelijke betekenis gebruikt (van een imperialistische staat die gedijt op arbeid van andere landen en koloniën), maar als een staat die alle of een aanzienlijk deel van zijn nationale inkomsten haalt uit de pacht van inheemse bronnen aan externe klanten.
Guy Standing stelt dat het rentenierskapitalisme sinds de jaren tachtig de overhand heeft gekregen in kapitalistische economieën. Brett Christophers van de Universiteit van Uppsala, Zweden stelt dat het rentenierskapitalisme vanaf de jaren zeventig de basis is geweest van het economische beleid van Verenigd Koninkrijk.  Met de terugkeer van hoge inflatie naar het Verenigd Koninkrijk in 2022, onderzoekt politiek econoom William Davies de recente Britse economische gebeurtenissen in het licht van het rentenierskapitalisme.

## Gebruik door marxisten
Hoewel Karl Marx zelf de term rentenierskapitalisme niet heeft gebruikt, is het verenigbaar met het marxistische idee van het extraheren van meerwaarde. In zijn vroege werken plaatste Karl Marx de termen "rentenier" en "kapitalist" tegenover elkaar om te verduidelijken dat een rentenier de neiging heeft zijn winst uit te putten, terwijl een kapitalist het grootste deel van de meerwaarde moet herinvesteren om de concurrentie te overleven. Hij schreef: "Daarom nemen de middelen van de extravagante rentenier dagelijks af in omgekeerde verhouding tot de groeiende mogelijkheden en verleidingen van plezier. Hij moet dus ofwel zelf zijn kapitaal consumeren en daarmee zijn eigen ondergang bewerkstelligen, ofwel industrieel kapitalist worden...." In "Theories of Surplus Value" (geschreven tussen 1862 – 1863) stelt Marx "...dat rente een buitensporige opeenstapeling is die niet essentieel is voor de kapitalistische productie en waarvan ze zich kan ontdoen. Als dit burgerlijke ideaal werkelijk realiseerbaar zou zijn, zou het enige resultaat zijn dat de hele meerwaarde rechtstreeks naar de industriële kapitalist zou gaan en de samenleving (economisch) zou worden gereduceerd tot de simpele tegenstelling tussen kapitaal en loonarbeid, een vereenvoudiging wat inderdaad de ontbinding van deze productiewijze zou versnellen."
Vladimir Lenin stelde dat onder het kapitalisme de groei van een laag inactieve renteniers onvermijdelijk was en zou versnellen als gevolg van het imperialisme:
Vandaar de buitengewone groei van een klasse, of beter gezegd, van een laag renteniers, dwz mensen die leven van het 'knippen van coupons' [in de zin van het innen van rentebetalingen op obligaties], die in geen enkele onderneming deelnemen, wier beroep is luiheid. De export van kapitaal, een van de meest essentiële economische grondslagen van het imperialisme, isoleert de renteniers nog vollediger van de productie en drukt het stempel van parasitisme op het hele land dat leeft van de uitbuiting van de arbeid van verschillende overzeese landen en koloniën.— Vladimir Iljitsj Lenin, "Imperialism, the Highest Stage of Capitalism", Lenin’s Selected Works, Progress Publishers, 1963, Moscow, Volume 1, pp. 667–766.